# Mányai József
Mányai József, Léber (Székesfehérvár, 1875. március 13. – Budapest, Józsefváros, 1952. április 20.) festőművész.

## Életútja
Léber Márton cipész és Braun Erzsébet fiaként született. Tanulmányait a budapesti iparművészeti iskolában kezdte, Párizsban folytatta és Benczúr Gyula mesteriskolájában fejezte be 1909-ben. Főképp táj- és figurális képekkel szerepelt római, velencei és budapesti kiállításokon, valamint a Műcsarnokban. Egy tanulmányfeje megtalálható a Szépművészeti Múzeumban. 1927. szeptember 17-én Budapesten, Kőbányán feleségül vette a nála 7 évvel fiatalabb Braunstein Hermin Katalint. Miután tőle megözvegyült, 1942. július 23-án ugyancsak Kőbányán házasságot kötött a nála 19 évvel fiatalabb Léber Erzsébettel. Halálát tüdőgyulladás, aggkori gyengeség okozta.